# Айсулу
«Айсулу́» — казахстанская женская команда по хоккею с шайбой из города Алма-Аты.
Тренер и директор клуба — Александр Иванович Мальцев.
Дата образования: 27 июня 2005 год.
Основные цвета эмблемы команды: красный, белый и черный.
На эмблеме изображена стилизованная хоккеистка бегущая на фоне луны, символизирующую плодородие и вечность.
Домашняя арена

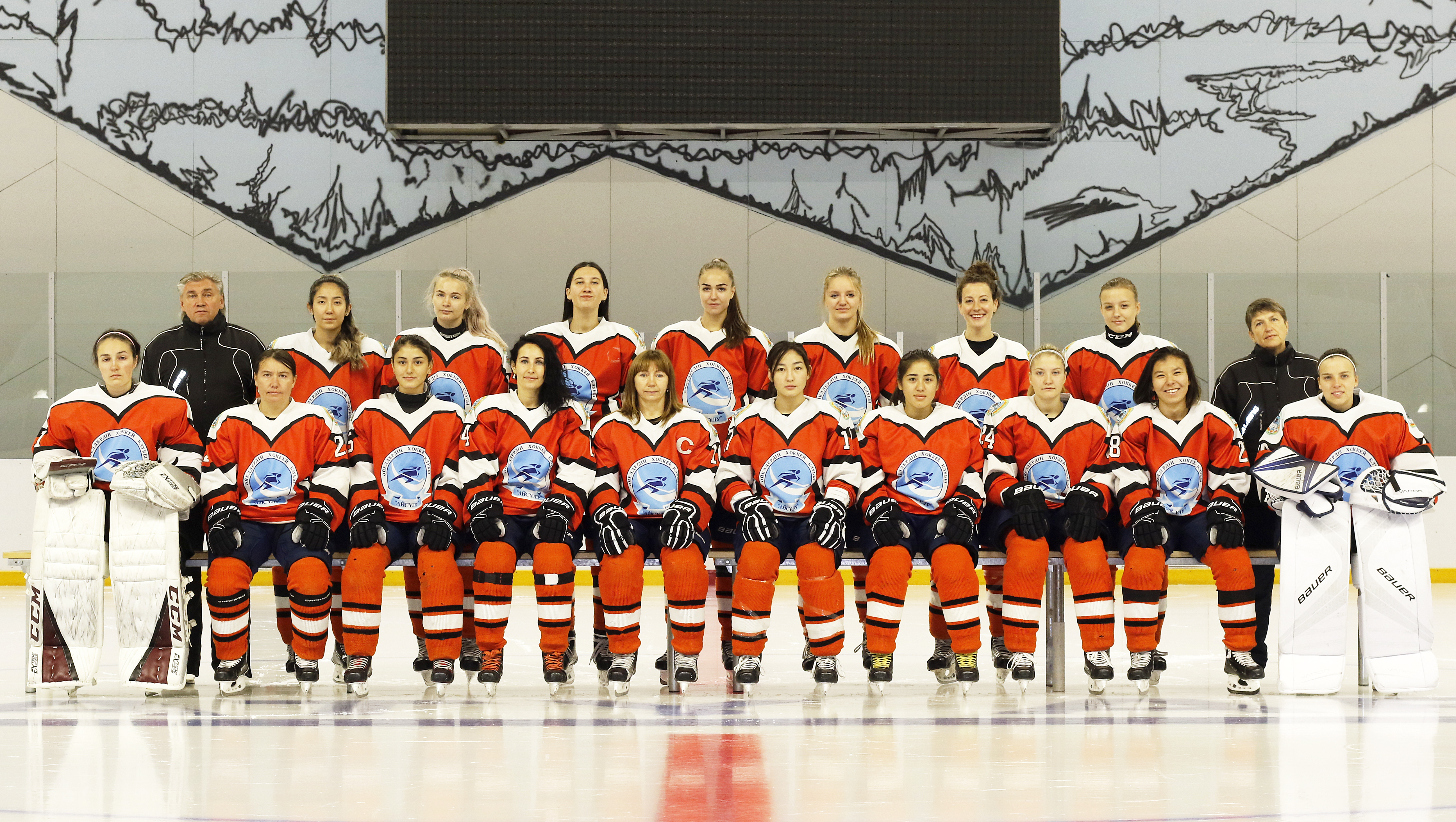
Состав команды, 2019 г.

Команда тренируется и проводит игры на площадке OLIMPIC ARENA Дворца спорта им. Балуана Шолака (Алматы).
Дворец спорта и культуры имени Балуана Шолака

## История
В 2008 году женская хоккейная команда «Айсулу» заняла 3-е место в розыгрыше Кубка европейских чемпионов. 
С 23 по 27 февраля 2011 команда «Айсулу» играла на женском кубке европейских чемпионов в финальном этапе и заняла 4-е место.
19 и 20 октября 2019 года в Казахстане, в г. Алматы впервые в истории казахстанского женского хоккея были проведены домашние матчи в рамках чемпионата EWHL (European Women`s Hockey League). Команда «АЙСУЛУ» принимала на домашнем льду команду из Австрии EHV Sabres Vienna.
В обоих матчах ЖХК «АЙСУЛУ» одержала победы со счетом 0:1 и 1:0.

## Результаты команды
Клуб является:
—шестнадцати-кратным победителем ЧЕМПИОНАТА РЕСПУБЛИКИ КАЗАХСТАН среди женских команд, 2005—2022 гг.
— бронзовым призером КУБКА ЕВРОПЕЙСКИХ ЧЕМПИОНОВ, 2008 г.
— бронзовым призером ЧЕМПИОНАТА ЕВРОПЕЙСКОЙ ХОККЕЙНОЙ ЛИГИ, сезона 2015—2016 гг.
— бронзовым призером ЧЕМПИОНАТА ЕВРОПЕЙСКОЙ ХОККЕЙНОЙ ЛИГИ, сезона 2019—2020 гг.
— серебряным призером ЧЕМПИОНАТА ЕВРОПЕЙСКОЙ ХОККЕЙНОЙ ЛИГИ, сезона 2021—2022 гг.

## Текущий состав
Вратари
| №  | Страна          | Игрок          | Позиция | Хват | Возраст | В клубе с |
| -- | --------------- | -------------- | ------- | ---- | ------- | --------- |
| 1  | Флаг Канады     | Molly Jenkins  | В       | Л    | 27 лет  |           |
| 20 | Флаг Казахстана | Щеколова Арина | В       | Л    | 26 лет  |           |

Защитники
| №  | Страна          | Игрок            | Позиция | Хват | Возраст | В клубе с |
| -- | --------------- | ---------------- | ------- | ---- | ------- | --------- |
| 16 | Флаг Казахстана | Конышева Ольга   | З       | П    | 52 года |           |
| 19 | Флаг Казахстана | Иванченко Алина  | З       | П    | 23 года | {{{7}}}   |
| 6  | Флаг Канады     | McLean Erin      | З       | Л    | 29 лет  |           |
| 33 | Флаг Казахстана | Нургалиева Галия | З       | Л    | 33 года |           |
| 17 | Флаг Казахстана | Олжабаева Аида   | З       | П    | 27 лет  |           |
| 11 | Флаг Канады     | Senger Kalista   | З       | Л    | 25 лет  |           |

Нападающие
| №  | Страна          | Игрок                | Позиция | Хват | Возраст | В клубе с |
| -- | --------------- | -------------------- | ------- | ---- | ------- | --------- |
| 2  | Флаг Канады     | Rioux Roxanne        | Н       | Л    | 31 год  |           |
| 27 | Флаг Канады     | Breanna Berndsen     | Н       | Л    | 27 лет  |           |
| 22 | Флаг Казахстана | Королева Татьяна     | Н       | П    | 38 лет  |           |
| 12 | Флаг Канады     | Kendra Broad         | Н       | П    | 33 года |           |
| 28 | Флаг Казахстана | Турсынова Мадина     | Н       | П    | 28 лет  |           |
| 14 | Флаг Казахстана | Свиридова Лариса     | Н       | Л    | 39 лет  |           |
| 5  | Флаг Казахстана | Алдабергенова Малика | Н       | Л    | 26 лет  |           |
| 77 | Флаг Казахстана | Ашимова Пернеш       | Н       | П    | 28 лет  |           |
| 3  | Флаг Казахстана | Нольфина Любовь      | Н       | П    | 21 год  |           |
| 10 | Флаг Канады     | Drouin Alexe         | Н       | П    | 28 лет  |           |